# ميغيل أنخل أنغولو
ميغيل أنخيل أنغولو فاديري (بالإسبانية: Miguel Ángel Angulo)، من مواليد 23 يونيو 1977 في أوفيدو في إسبانيا، لاعب كرة قدم إسباني سابق.
بدأ مسيرته الكروية مع نادي فياريال في موسم 1996/1997، ولعب معهم 32 مباراة وسجل 9 أهداف، ومنذ عام 1997 وهو يلعب مع نادي فالنسيا.
و قد بدأ باللعب مع منتخب إسبانيا لكرة القدم منذ عام 2000.

## روابط خارجية
- ميغيل أنخل أنغولو على موقع الاتحاد الدولي (مؤرشف)  (الإنجليزية)
- ميغيل أنخل أنغولو على موقع قاعدة بيانات كرة القدم.إي يو (الإنجليزية)
- ميغيل أنخل أنغولو على موقع بيانات كرة القدم. دي إي (الألمانية)
- ميغيل أنخل أنغولو على موقع ناشيونال فوتبول تيمز (الإنجليزية)
- ميغيل أنخل أنغولو على موقع Soccerway.com (الإنجليزية)
- ميغيل أنخل أنغولو على موقع عالم كرة القدم.نت (الإنجليزية)
- ميغيل أنخل أنغولو على موقع أوليمبيديا (الإنجليزية)